# Свобода (Куюргазинський район)
Свобода (рос. Свобода, башк. Свобода) — село у складі Куюргазинського району Башкортостану, Росія. Адміністративний центр Свободинської сільської ради.
Населення — 629 осіб (2010; 564 в 2002).
Національний склад:
- башкири — 60%
- росіяни — 29%